# Kunstmuseum Basel

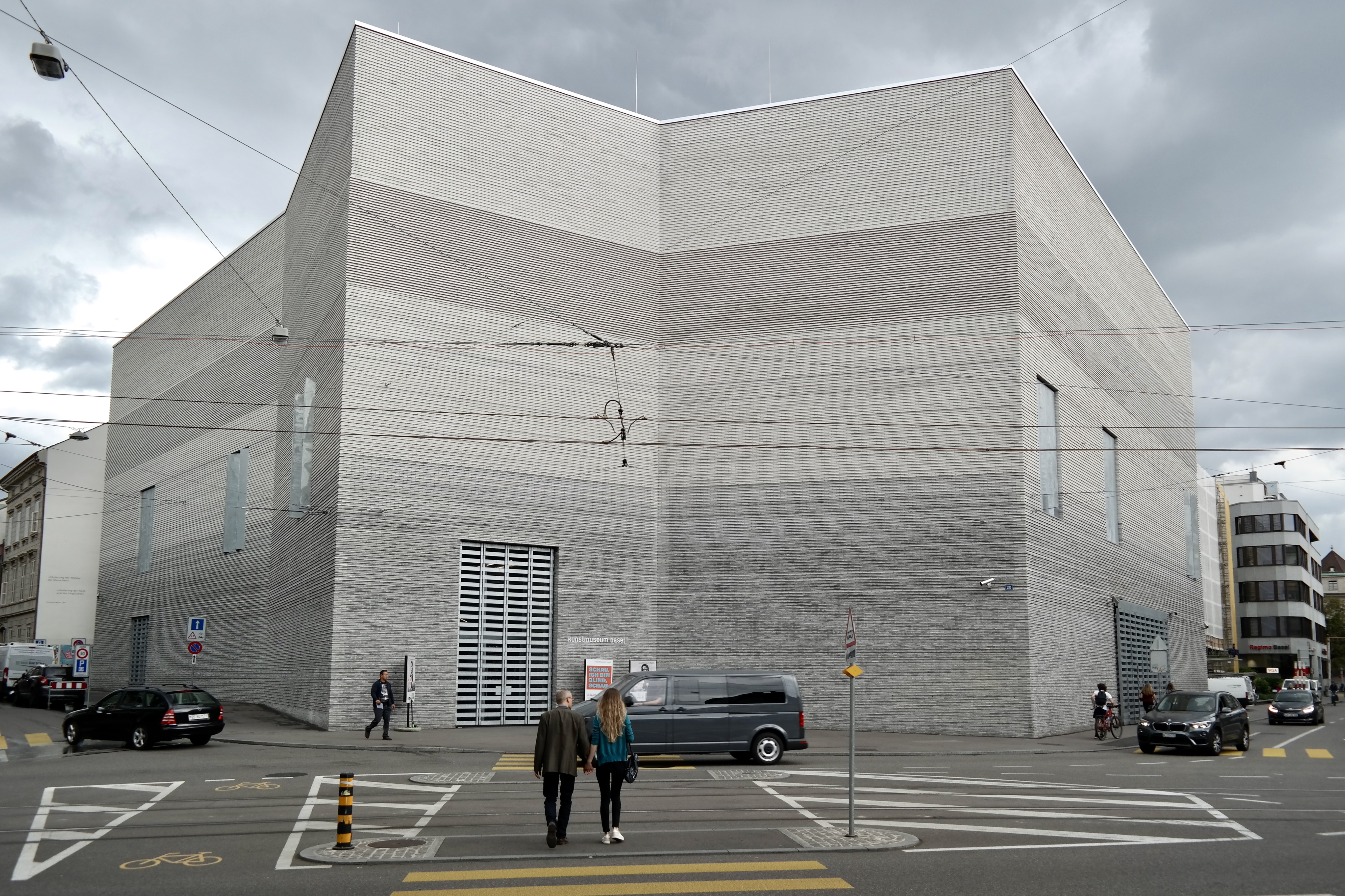
De in 2016 voltooide uitbreiding van het museum

Het Kunstmuseum Basel herbergt de oudste openbare kunstcollectie ter wereld en wordt algemeen beschouwd als het belangrijkste kunstmuseum van Zwitserland. Het staat op de lijst van erfgoederen van nationaal belang.
Zijn afstamming gaat terug tot het kabinet Amerbach, dat een verzameling werken van Hans Holbein omvatte die in 1661 door de stad Bazel en de universiteit van Bazel werden aangekocht, waarmee het het eerste gemeentelijk en dus voor het publiek toegankelijk museum ter wereld werd.
In april 2016 werd het museum uitgebreid met een geheel nieuw gebouw tegenover het oude. Dit nieuwe bijgebouw valt op door zijn robuuste welhaast 'bunkerachtige' vorm en binnenin door de grote 'steriele' ruimten welke grijs van kleur zijn met hoge kale wanden.
Het museum aan de Sankt Alban-Graben is sinds 2016 verdeeld in drie afdelingen waaronder:
- De Galerie: oude meesters en kunst van de negentiende en twintigste eeuw
- Het Kupferstichkabinett: tekeningen en grafische werken

Hedendaagse kunst wordt getoond in het aan de Sankt Alban-Rheinweg 60 gelegen Museum für Gegenwartskunst, dat eveneens tot het Kunstmuseum Basel behoort.

## Geschiedenis
De stad Bazel legde de basis voor het museum in 1661 met de aankoop van een kunstverzameling, het Amerbach-Kabinett. Deze privécollectie dreigde naar Amsterdam verplaatst te worden, maar dankzij de inzet van hoogleraren van de Universiteit van Bazel bleef de verzameling voor de stad Bazel behouden. Lang voordat de elders in Europa door vorstenhuizen gestichte Kunstkammer voor het publiek toegankelijk werden, vond dit reeds in 1671 in Bazel plaats in Haus zur Mücke.
De collectie bestond uit 50 schilderijen, waaronder 15 werken van Hans Holbein de Jonge, alsmede een prentenkabinet met vele tekeningen en grafische werken.
In 1823 werd het kunstkabinet verrijkt met de privécollectie van Museum Faesch. Naast meerdere werken van Hans Holbein de Jonge werd ook de collectie van het prentenkabinet aanzienlijk vergroot. In 1849 werd een nieuwe, noodzakelijke, huisvesting gevonden voor Kunstkabinett en Kupferstichkabinett in de Augustinergasse, waar zich thans nog het Naturhistorische Museum en het Museum der Kulturen bevinden.
Ondanks de verwerving en aankoop van grote aantallen kunstwerken duurde het nog tot 1936 voor het museum zijn intrek kon nemen in het door de architecten Rudolf Christ en Paul Bonatz gebouwde nieuwe, ruimere museum aan de Sankt Alban-Graben.
Louise Bachofen-Burckhardt liet haar kunstcollectie na aan het Kunstmuseum.
In 2017 opende het museum een uitbreiding aan de overzijde van de straat. Het gebouw werd ontworpen door het architectenbureau Christ & Gantenbein uit Basel. De nieuwe uitbreiding is verbonden met het bestaande gebouw via een ondergronds gebouw dat onder de straat doorloopt.

## Collectie Galerie
De belangrijke collectie kan worden onderverdeeld in:
- Vijftiende en zestiende eeuw met onder anderen: Konrad Witz, Gerard David, Martin Schongauer, Hans Holbein de Oude, Hans Holbein de Jonge, Hans Baldung, Matthias Grünewald, Lucas Cranach de Oude en Hendrick Goltzius
- Zeventiende en achttiende eeuw met onder anderen: Peter Paul Rubens, Jacob Jordaens, Jan Brueghel de Oude, Hendrick ter Brugghen, Gerrit van Honthorst, Pieter Lastman, Rembrandt van Rijn, Govert Flinck, Jacob van Ruisdael, Frans Post, Jan van Goyen, Simon de Vlieger, Nicolaes Berchem, Pieter de Hooch, Frans van Mieris, Adriaen Brouwer, Albert Cuyp, Caspar Wolf, Hubert Robert en Jean-François de Troy
- Negentiende eeuw met onder anderen: Johann Heinrich Füssli, Jean Auguste Dominique Ingres, Eugène Delacroix, Théodore Géricault, Léopold Robert, Jean-Baptiste-Camille Corot, Gustave Courbet, Josef Anton Koch, Friedrich Overbeck, Arnold Böcklin (de grootste Böcklin-verzameling ter wereld: 82 werken), Anselm Feuerbach, Hans von Marées, Giovanni Segantini, Ferdinand Hodler, Félix Vallotton, Odilon Redon, Édouard Manet, Edgar Degas, Camille Pissarro, Claude Monet, Auguste Rodin, Pierre-Auguste Renoir, Alfred Sisley, Paul Cézanne, Paul Gauguin, Paul Signac en Vincent van Gogh
- Twintigste eeuw met onder anderen: Pablo Picasso, Henri Matisse, Georges Braque, Robert Delaunay, Fernand Léger, Aristide Maillol, Constantin Brancusi, Juan Gris, Le Corbusier, André Derain, Marc Chagall, Henri Rousseau, Pierre Bonnard, Georges Rouault, Amedeo Modigliani, Wassily Kandinsky, Kazimir Malevitsj, Alexej von Jawlensky, Jacques Lipchitz, Chaim Soutine, Piet Mondriaan, Theo van Doesburg, Georges Vantongerloo, Jean Arp, Sophie Taeuber-Arp, Kurt Schwitters, Oskar Schlemmer, Alexander Calder, Antoine Pevsner, Max Bill, Edvard Munch, Ernst Ludwig Kirchner, Franz Marc, Oskar Kokoschka, Egon Schiele, Max Beckmann, Emil Nolde, Paula Modersohn-Becker, Otto Dix, Lovis Corinth, Paul Klee, Giorgio de Chirico, Joan Miró, Max Ernst, Yves Tanguy, Alberto Giacometti, Salvador Dalí, Jean Dubuffet, Eduardo Chillida, Antoni Tàpies, Joseph Beuys, Gerhard Richter, Dieter Roth, Georg Baselitz, Mario Merz, Jean Tinguely, Barnett Newman, Mark Rothko, Franz Kline, Clyfford Still, Sam Francis, Andy Warhol, Jasper Johns, Robert Rauschenberg, Cy Twombly en Claes Oldenburg

## Fotogalerij

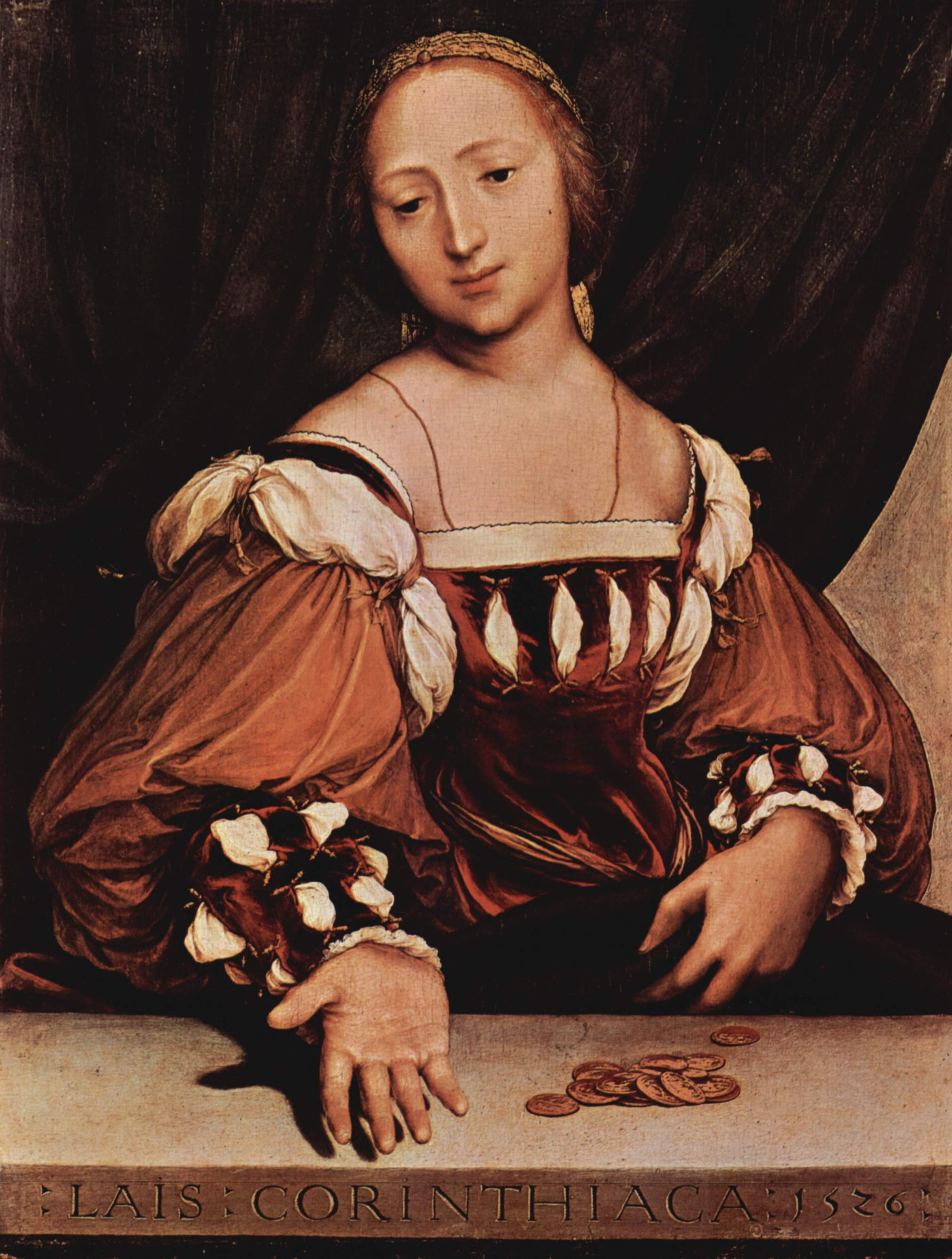
Hans Holbein de Jonge. Lais Corinthiaca. 1526.
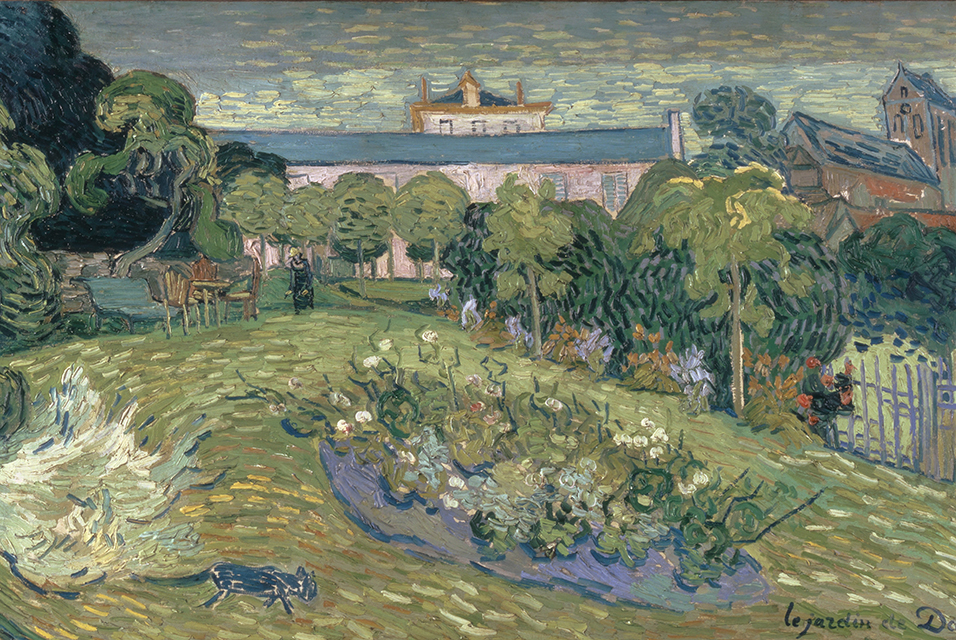
Vincent van Gogh. Studie voor De tuin van Daubigny. 1890.
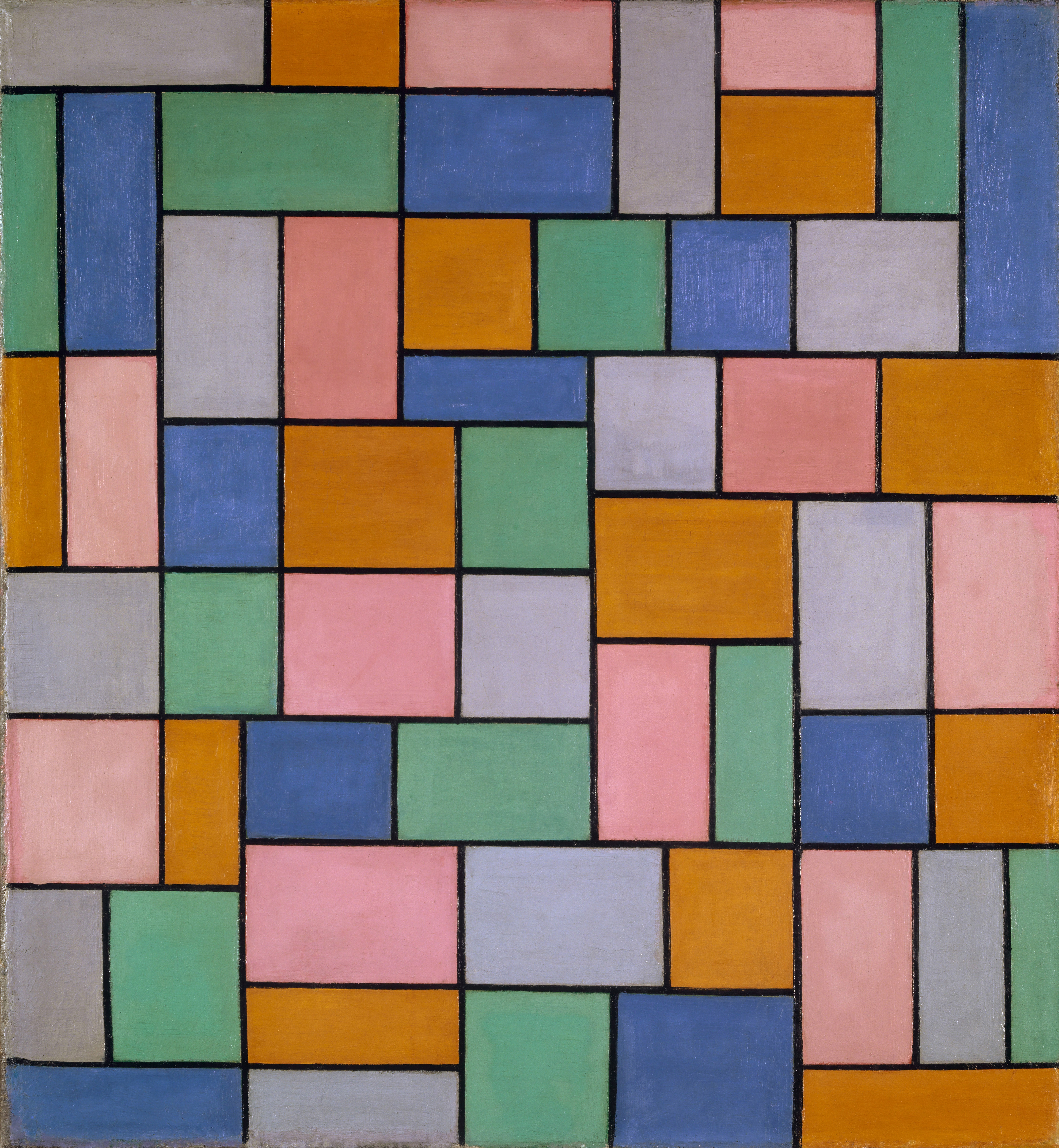
Theo van Doesburg. Compositie in dissonanten. 1918.
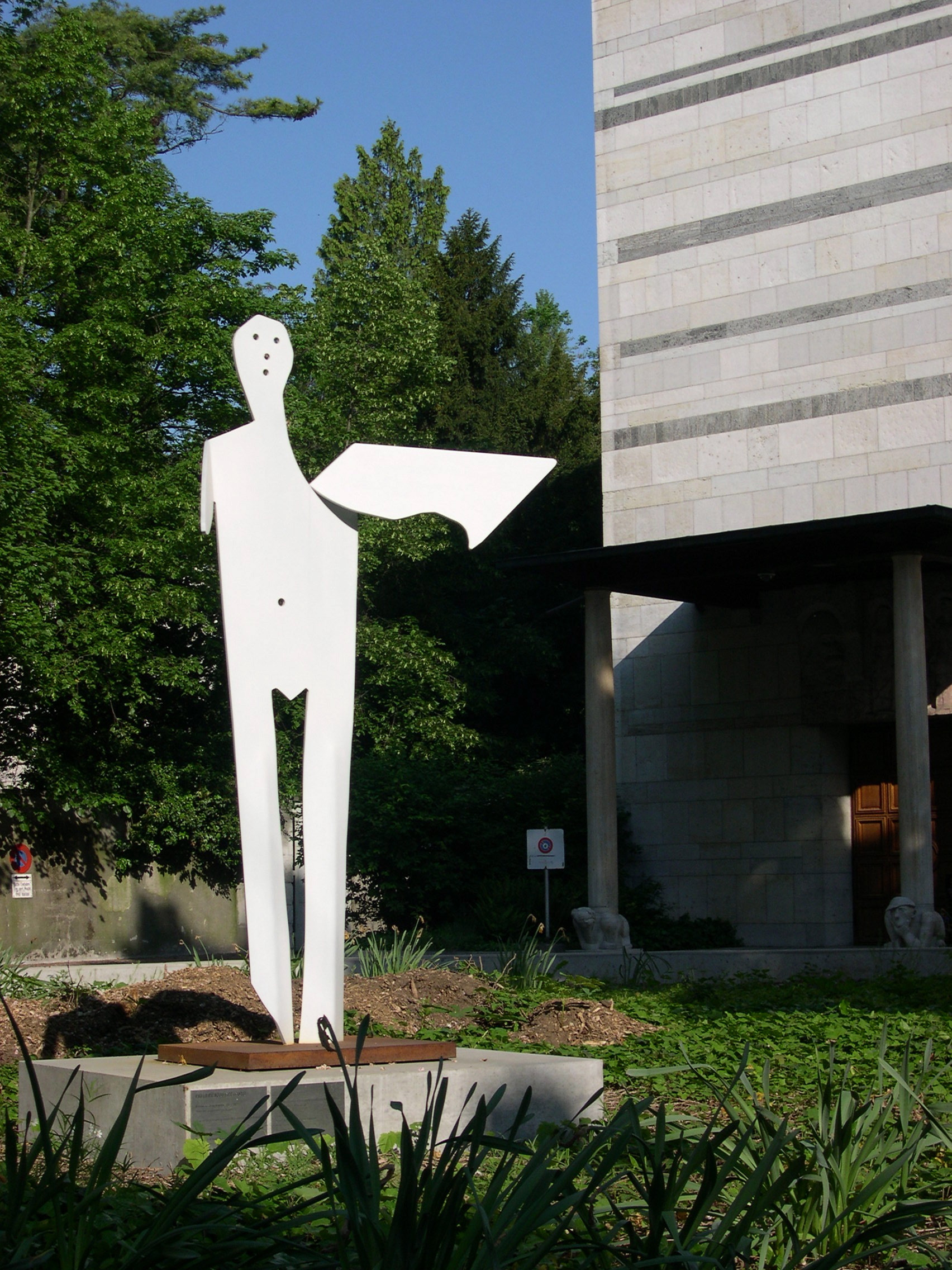
Pablo Picasso. Homme aux bras écartés. 1961-2007.